# RTTI
La RTTI (RunTime Type Information o RunTime Type Identification) consente ai programmi che manipolano puntatori e riferimenti ad oggetti di una classe base, di determinare il tipo dell'oggetto durante l'esecuzione invece che solo al momento della compilazione.
Questa caratteristica è utile nei programmi in cui si ha l'esigenza di aggiungere una qualche funzione virtuale ad una gerarchia di classi, ma non si ha accesso al codice sorgente di queste classi. Infatti, l'aggiunta di questa funzione personale comporta la ricompilazione di tutte le funzioni membro che ne fanno uso. Questo è particolarmente vero per le librerie realizzate da terze parti: si hanno a disposizione soltanto i file header e la versione già compilata, ma non il codice sorgente. In questa situazione non è possibile effettuare la ricompilazione.
Per i dettagli su come gestire questa caratteristica si rimanda alla documentazione del proprio linguaggio di programmazione.
RTTI, come termine è tipicamente utilizzato in relazione al C++. Per far sì che le operazioni che coinvolgono il dynamic_cast<>, l'operatore typeid o le eccezioni funzionino in C++, l'RTTI deve essere abilitato.

## Esempio in C++
```
/*

 * Un puntatore ad una classe base può puntare a oggetti di ogni classe che sia

 * derivata da essa.

 * L'RTTI è utile per identificare quale tipo di (classe derivata) oggetto sia

 * puntato da un puntatore di classe base.

 */

 

#include
 
<iostream>

class
 
Abc
   
// classe base

{

public
:

  
virtual
 
void
 
hello
()
 

  
{

    
std
::
cout
 
<<
 
"in Abc"
;

  
}

};

class
 
Xyz
 
:
 
public
 
Abc

{

  
public
:

  
void
 
hello
()
 

  
{

    
std
::
cout
 
<<
 
"in Xyz"
;

  
}

};

int
 
main
()

{

  
Abc
 
*
abc_pointer
 
=
 
new
 
Xyz
();

  
Xyz
 
*
xyz_pointer
;

  
// per capire se abc_pointer sta puntando a un oggetto di tipo Xyz

  
xyz_pointer
 
=
 
dynamic_cast
<
Xyz
*>
(
abc_pointer
);

  
if
 
(
xyz_pointer
 
!=
 
nullptr
)
 
{

    
std
::
cout
 
<<
 
"il puntatore abc sta puntando ad un oggetto di tipo Xyz"
;
   
// identificato

  
}
 
else
 
{

    
std
::
cout
 
<<
 
"il puntatore abc NON sta puntando ad un oggetto di tipo Xyz"
;

  
}

  
return
 
0
;

}

```

Un esempio in cui l'RTTI è utilizzato è illustrato qui sotto:
```
class
 
Base
 
{

  
virtual
 
~
Base
(){}

};

class
 
Derivata
 
:
 
public
 
Base
 
{

  
public
:

    
virtual
 
~
Derivata
(){}

    
int
 
compara
 
(
Derivata
 
&
ref
);

};

int
 
mio_metodo_di_comparazione_per_un_sort_generico
 
(
Base
 
&
ref1
,
 
Base
 
&
ref2
)

{

  
Derivata
 
&
 
d
 
=
 
dynamic_cast
<
Derivata
 
&>
(
ref1
);
 
// RTTI usato qui

  
// RTTI fa lanciare al processo una bad_cast exception

  
// se il cast non ha successo

  
return
 
d
.
compara
 
(
dynamic_cast
<
Derivata
 
&>
(
ref2
));

}

```